# Orsetti
La famiglia Orsetti è uno dei casati storici della Repubblica di Lucca.

## Storia
Originari di Marlia, località entro le sei miglia di Lucca, gli Orsetti s'inurbarono a partire dal XVI secolo, dedicandosi all’attività commerciale. Il successo e il grande riconoscimento sociale cominciò nel XVII secolo quando entrarono a far parte delle più importanti compagnie commerciali, che dovettero spostare i propri interessi commerciali dalla Germania in preda alla guerra dei 30 anni e dalla Francia verso le nuove piazze di Livorno e Messina ed in Polonia.
L'8 marzo 1652 i fratelli Guglielmo e Oliviero Orsetti ottennero la Cittadinanza Originaria della Repubblica di Lucca, venendo iscritti, insieme con le famiglie Controni, Sardi e Barsotti, nel “Libro delle Famiglie della Repubblica”, istituito nel 1628, previo versamento alla Camera Pubblica – ossia al Tesoro di Stato – della cifra di 17 500 scudi lucchesi una cifra che raccolta dalla Camera insieme ad altre quattro famiglie dette un po' di sollievo alle casse dello Stato.
Gli Orsetti risultarono successivamente iscritti nell’elenco delle “Famiglie Originarie e dei Nobili della Repubblica” del 1787, mentre nel "Vero Libro della nobiltà", compilato dal Duca di Lucca Carlo Lodovico nel 1826, risultarono tra le famiglie “Nobili Ereditarie” e non tra le “Famiglie Patrizie”, perché tra i requisiti di quest’ultimo “Libro d’Oro” vi era il possesso della nobiltà da almeno 200 anni, cosa che gli Orsetti non possedevano ancora.
Lo stato sociale raggiunto nel 1652 fu coronato dall'acquisto dell’importante palazzo della famiglia Diodati, che era stato scelto come dimora dall'imperatore Carlo V quando questi sostò a Lucca per l’incontro col papa Paolo III Farnese. Il palazzo, che da allora fu denominato Palazzo Orsetti, è oggi sede del Sindaco e della Giunta del comune di Lucca.
In poco tempo costituirono uno dei più grandi patrimoni ed entrarono in possesso anche della villa dei Buonvisi a Marlia, che ristrutturarono ed ammodernarono creando uno dei più bei palazzi in villa della lucchesia, successivamente voluto dalla principessa di Lucca, Elisa Baciocchi, che forzò gli Orsetti alla vendita come pure l'Arcivescovo, e diventato successivamente ciò che oggi ammiriamo come Villa Reale.
Acquistarono poi anche la fattoria di Palaiola, formata per acquisto e eredità, raddoppiata nel 1813 con l'acquisto della vicina fattoria Garzoni, che divenne così una vera e propria tenuta con 22 poderi, e la bella villa delle feste a Monte San Quirico, poi venduta alle suore Carmelitane.
Nel XIX secolo la famiglia Orsetti era una delle tre più ricche e più in vista famiglie lucchesi ciò che consentì a Stefano Orsetti (1821 - 1902) di diventare Deputato del Regno d'Italia per tre mandati nella VIII, IX e XI legislatura.
Alla fine dell’Ottocento il casato sopravvisse all'estinzione solo grazie alla scelta di Lelio Orsetti di far mutare il cognome del nipote, figlio dell'unica sua figlia Ersilia e del barone generale Giuseppe De Sanctis, in quello di Orsetti.
La famiglia si è estinta nel 2024 con la morte di Lelio Orsetti, omonimo del primo, che viveva all'estero.

## Stefano Orsetti
La famiglia Orsetti, dedita soprattutto al commercio, fornì anche validi militari di carriera. Il più importante di questi fu il Conte Stefano Orsetti (1668 – 1720).
Nel 1708 il patrizio lucchese si era conquistato il grado di Colonnello del Reggimento di Darmstadt e, per le sue numerose battaglie, nel 1715 fu insignito da Carlo VI del titolo di Conte e di Magnate d'Ungheria.
Continuando l’antica tradizione lucchese di combattere contro gli “infedeli”, il Conte Orsetti partecipò alla guerra contro i turchi del Gran Visir Silahdar Damat Ali Pascià (1716) con l’armata comandata dal generale Eugenio di Savoia. Nella Battaglia di Petervaradino, che fu assai cruenta, strappò un trofeo ai turchi che volle donare personalmente al Volto Santo di Lucca, al fianco della cui cappella nella Cattedrale di S. Martino si trova ancora oggi, come ricorda la lapide ivi apposta: «Al Signore Crocifisso il conte Stefano Orsetti, fra i primi condottieri dell'esercito di Carlo VI, ha collocato qui, nell'anno del Signore 1718, per voto questo trofeo, strappato ai turchi a Petervaradino».
Morì il 27 agosto 1720 e le sue spoglie riposano nella Chiesa di San Francesco, accanto a quelle di Castruccio Castracani.